# Rajd Wawelski 2005
Rajd Wawelski 2005 – 1. edycja Rajdu Wawelskiego. Był to rajd samochodowy rozgrywany od 6 do 8 października 2005 roku. Była to szósta runda Rajdowych Samochodowych Mistrzostw Polski w roku 2005. Rajd składał się z trzynastu odcinków specjalnych (jeden odwołano).

## Wyniki końcowe rajdu[1]
| Miejsce | Kierowca              | Pilot                 | Samochód                      | Czas      | Strata  | Grupa Klasa |
| ------- | --------------------- | --------------------- | ----------------------------- | --------- | ------- | ----------- |
| 1       | Zbigniew Gabryś       | Robert Hundla         | Mitsubishi Lancer Evo VIII    | 1:55:27.6 | -       | N4          |
| 2       | Leszek Kuzaj          | Maciej Szczepaniak    | Subaru Impreza STi N11        | 1:55:28.9 | +1.3    | N4          |
| 3       | Michał Bębenek        | Grzegorz Bębenek      | Mitsubishi Lancer Evo VIII    | 1:55:56.3 | +28.7   | N4          |
| 4       | Tomasz Kuchar         | Jakub Gerber          | Subaru Impreza STi N11        | 1:56:50.1 | +1:22.5 | N4          |
| 5       | Tomasz Czopik         | Łukasz Wroński        | Mitsubishi Lancer Evo VIII    | 1:57:24.8 | +1:57.2 | N4          |
| 6       | Michał Kościuszko     | Jarosław Baran        | Suzuki Ignis S1600            | 1:57:57.1 | +2:29.5 | S1600       |
| 7       | Michał Sołowow        | Maciej Baran          | Mitsubishi Lancer Evo VIII MR | 2:00:42.6 | +5:15.0 | N4          |
| 8       | Mariusz Stec          | Maciej Maciejewski    | Mitsubishi Lancer Evo VI      | 2:01:24.6 | +5:57.0 | N4          |
| 9       | Zbigniew Staniszewski | Sebastian Rozwadowski | Mitsubishi Lancer Evo VI      | 2:01:30.2 | +6:02.6 | N4          |
| 10      | Mariusz Pelikański    | Daniel Dymurski       | Peugeot 206 S1600             | 2:01:57.2 | +6:29.6 | S1600       |